# Sipmania
Sipmania peltata — вид грибів, що належить до монотипового роду Sipmania.